# Басков, Сергей Павлович
Серге́й Па́влович Ба́сков (17 [30] сентября 1917 года — 22 марта 1946 года) — участник Великой Отечественной войны, командир стрелкового батальона 562-го стрелкового полка 165-й стрелковой дивизии 70-й армии 2-го Белорусского фронта, Герой Советского Союза (29.06.1945), майор.

## Биография
Родился 17 (30) сентября 1917 года в Петрограде (ныне — Санкт-Петербург) в семье рабочего. Русский. Окончил неполную среднюю школу.
В Красной армии с 1939 года. В 1941 году окончил Тамбовское пехотное училище. В боях Великой Отечественной войны с августа 1942 года. Член ВКП(б) с 1943 года.
Батальон 562-го стрелкового полка (165-я стрелковая дивизия, 70-я армия, 2-й Белорусский фронт) под командованием майора Сергея Баскова в ночь на 19 апреля 1945 года с малыми потерями форсировал реку Ост Одер, и в трёхдневных ожесточённых боях отразил многочисленные контратаки противника.
22 апреля 1945 года вверенный майору Баскову стрелковый батальон форсировал последний водный рубеж — реку Вест Одер севернее германского города Гарц, где захватил и удерживал плацдарм до подхода подразделений 562-го стрелкового полка.
Указом Президиума Верховного Совета СССР от 29 июня 1945 года за образцовое выполнение боевых заданий командования на фронте борьбы с немецкими захватчиками и проявленные при этом мужество и геройство майору Баскову Сергею Павловичу присвоено звание Героя Советского Союза с вручением ордена Ленина и медали «Золотая Звезда» (№ 7092).
После войны С. П. Басков продолжал службу в армии. Скончался 22 марта 1946 года.

## Награды
- Медаль «Золотая Звезда» Героя Советского Союза (№ 7092)
- Орден Ленина
- Орден Красного Знамени
- Орден Суворова III степени
- Орден Александра Невского
- Орден Отечественной войны II степени
- Медали